# Fraccionamiento el Mirador, Pátzcuaro
Fraccionamiento el Mirador är en ort i Mexiko.   Den ligger i kommunen Pátzcuaro och delstaten Michoacán de Ocampo, i den södra delen av landet, 260 km väster om huvudstaden Mexico City. Fraccionamiento el Mirador ligger 2 273 meter över havet och antalet invånare är 172.
Terrängen runt Fraccionamiento el Mirador är kuperad åt sydost, men åt nordväst är den platt. Runt Fraccionamiento el Mirador är det ganska tätbefolkat, med 179 invånare per kvadratkilometer. Närmaste större samhälle är Pátzcuaro, 2,2 km nordväst om Fraccionamiento el Mirador. I omgivningarna runt Fraccionamiento el Mirador växer huvudsakligen savannskog.